# Капачинська Анастасія Олександрівна
Анастасія Олександрівна Капачинська  (рос. Анастасия Александровна Капачинская, 20 листопада 1979) — російська легкоатлетка, олімпійська медалістка.

## Виступи на Олімпіадах
| Олімпіада   | Дисципліна              | Місце                  |
| ----------- | ----------------------- | ---------------------- |
| Пекін 2008  | біг на 400 метрів       | 5 дискваліфікація      |
| Пекін 2008  | естафета 4 x 400 метрів | Срібло дискваліфікація |
| Лондон 2012 | естафета 4 x 400 метрів | Срібло дискваліфікація |

У 2016 році рішенням МОК була позбавлена срібної медалі Олімпійських ігор 2008 у зв'язку з виявленням у її пробах станозололу та туринаболу.
У 2017 році рішенням МОК була позбавлена срібної нагороди Олімпійських ігор 2012 року в естафеті 4×400 м через дискваліфікацію російської команди після виявлення в пробах Антоніни Кривошапки допінгу.